# Магомедов, Али Габлитдинович
Али Габлитдинович Магомедов (15 сентября 1992, с. Усемикент, Каякентский район, Дагестан, Россия) —  российский спортсмен, специализируется по ушу, двукратный чемпион мира, чемпион Европы по ушу-саньда, 7-ми кратный чемпион России, бронзовый призёр Универсиады. Чемпион России по ММА и К-1. Мастер спорта России международного класса. 

## Спортивная карьера
В апреле 2012 года в Таллине стал победителем чемпионата Европы. В начале октября 2015 года во Владимире стал чемпионом России. В конце августа 2017 года в Тайбэе (Тайвань) в составе сборной России завоевал бронзовую медаль по ушу в рамках 29-й Всемирной летней Универсиады. В начале октября 2017 года в Казани стал чемпионом мира. С 2014 по 2018 годы провёл три профессиональных боя по ММА, одержал одну победу. 24 июля 2018 года ему было присвоено звание мастер спорта России международного класса.

## Спортивные достижения
- Чемпионат России по ушу 2009 — ;
- Чемпионат России по ушу 2010 — ;
- Первенство мира по ушу 2010 — ;
- Первенство Европы по ушу 2010 — ;
- Чемпионат России по кунг-фу 2010 — ;
- Чемпионат России по К-1 2010 — ;
- Чемпионат России по ушу 2011 — ;
- Чемпионат мира по кунг-фу 2011 — ;
- Чемпионат России по ММА 2011 — ;
- Кубок мира по ММА 2011 — ;
- Чемпионат России по ушу 2012 — ;
- Чемпионат России по кунг-фу 2012 — ;
- Чемпионат Европы по ушу 2012 — ;
- Чемпионат России по ушу 2013 — ;
- Чемпионат мира по ушу 2013 — ;
- Чемпионат России по кунг-фу 2014 — ;
- Чемпионат мира по кунг-фу 2014 — ;
- Чемпионат России по ушу 2015 — ;
- Чемпионат Европы по ушу 2016 — ;
- Кубок мира по ушу 2016 — ;
- Чемпионат России по ушу 2017 — ;
- Летняя Универсиада 2017 — ;
- Чемпионат мира по ушу 2017 — ;
- Чемпионат мира по ушу 2019 — ;

## Личная жизнь
По национальности — кумык. Младший брат тайбоксера Зайналабида Магомедова.